# Scylla (geslacht)
Scylla is een geslacht van kreeftachtigen uit de klasse van de Malacostraca (hogere kreeftachtigen).

## Soorten
- Scylla olivacea (Herbst, 1796)
- Scylla paramamosain Estampador, 1950
- Scylla serrata (Forskål, 1775)
- Scylla tranquebarica (Fabricius, 1798)